# New York University residence halls

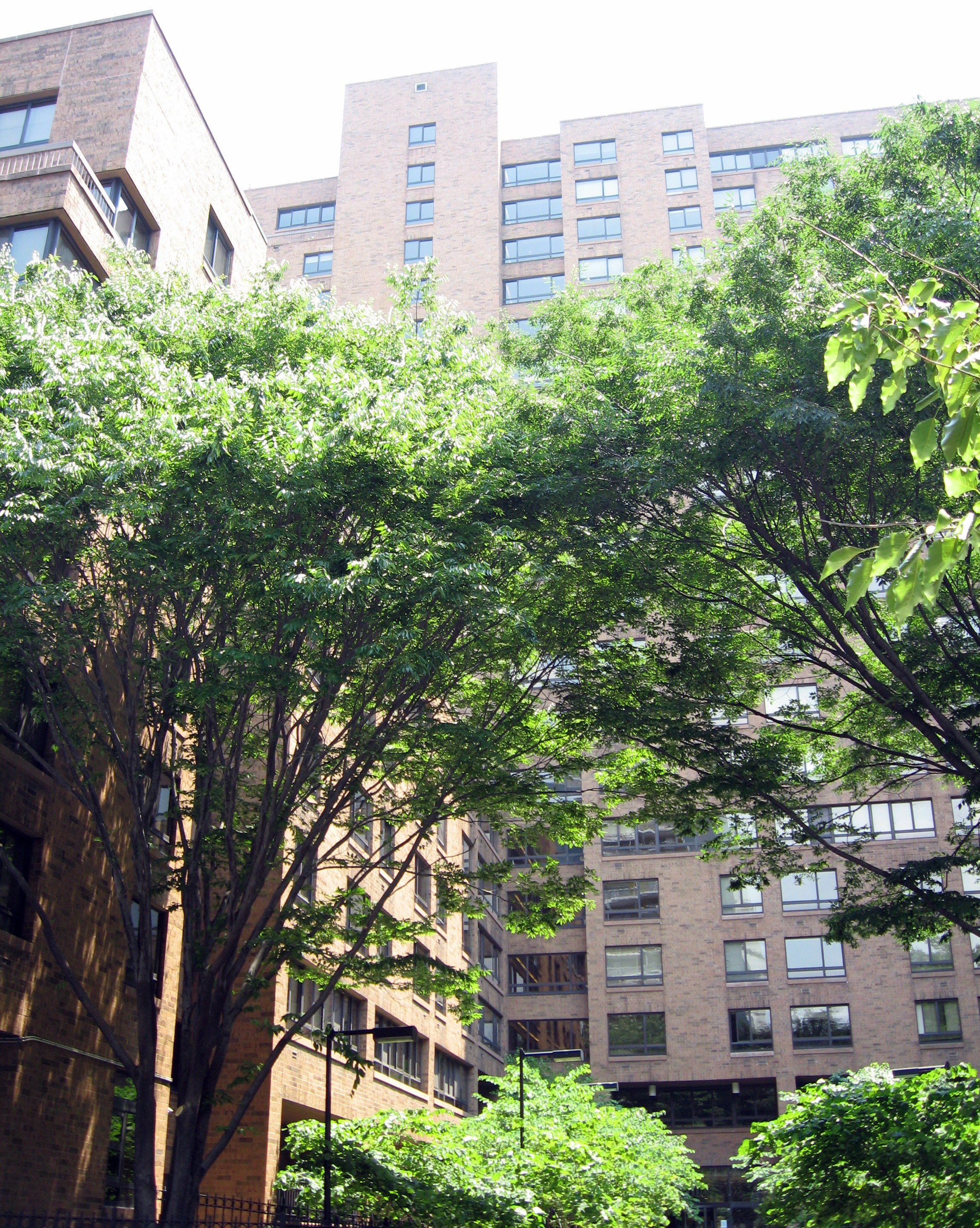
La résidence de Mercer Street, destinée aux étudiants en droit.

Les New York University residence halls (NYU residence halls) sont un complexe de résidences universitaires appartenant à l'Université de New York (New York University ou « NYU ») aux États-Unis. Avec 12 500 résidents, cette université possède le septième système de résidence universitaire du pays. L'originalité des NYU residence halls est que beaucoup de logements pour étudiants sont d'anciens appartements ou de vieux hôtels.
La plupart des logements des premières années se situent dans le quartier de Washington Square Park, en plein cœur de Manhattan, alors que ceux qui sont attribués aux étudiants plus âgés se trouvent majoritairement près de Union Square et quelques-uns dans le Financial District. Jusqu'au printemps 2005, la NYU attribuait les logements par un système de loterie. Il est actuellement remis en cause. L'université dispose de son propre réseau de transports par autobus ou tramway.
La NYU réserve 22 bâtiments pour le logement des étudiants de premier cycle. La plupart des logements sont spacieux, ont une salle de bains et disposent de nombreuses commodités, comme des cuisines et des salles communes. Toutes les résidences ont un gardien et presque toutes disposent d'une laverie ouverte 24 heures sur 24. Elles sont administrées par un Inter-Residence Hall Council (IRHC). 
En novembre 2005, la NYU a annoncé la construction d'une résidence universitaire de 26 étages sur la 12e Rue : elle devrait accueillir 700 étudiants et sera le plus grand bâtiment d'East Village.